# Ruda nad Moravou
Ruda nad Moravou este o arie protejată (arie specială de conservare — SAC, sit de importanță comunitară — SCI) din Republica Cehă întinsă pe o suprafață de 0,24 ha, integral pe uscat.

## Localizare
Centrul sitului Ruda nad Moravou este situat la coordonatele 49°58′29″N 16°52′30″E / 49.974722°N 16.875°E.

## Înființare
Situl Ruda nad Moravou a fost declarat sit de importanță comunitară în aprilie 2005 pentru a proteja 1 specie de animale. Situl a fost protejat și ca arie specială de conservare în ianuarie 2016.

## Biodiversitate
Situată în ecoregiunea continentală, aria protejată nu include niciun habitat protejat.
La baza desemnării sitului se află o specie protejată de  mamifere: liliac comun (Myotis myotis).